# Underground (альбом)
Underground — дебютный альбом парижской индастриал группы Krystal System, выпущен в 2008 году на бельгийском лейбле Alfa Matrix. Альбом выпущен в двух версиях, стандартном и двухдисковом исполнении. На бонус диске находятся ремиксы таких групп, как Implant, Psy'Aviah, Essence Of Mind, Leaether Strip и других. Альбом достиг 4 места в Deutsche Alternative Charts.

## Список композиций

### CD1
1. «Underground» — 3:35
2. «Mental» — 5:11
3. «I Love My Chains» — 3:00
4. «Instar» — 4:47
5. «New World» — 4:49
6. «The Day I Died» — 3:59
7. «Slice» — 3:15
8. «Alakor» — 4:20
9. «Demain n'existe pas» — 4:52
10. «Idols» — 3:53
11. «Something You Hate» — 4:02
12. «Elektrostal» — 4:07
13. «Krystal Song» — 7:51

### Бонус CD2
1. «Slice (Essence of Mind Remix)» — 3:35
2. «I Love My Chains (Implant's Dirty Hands Mix)» — 2:23
3. «Demain n'existe pas (Implant's London's Burning Remix)» — 4:06
4. «I Love My Chains (B.O.S.C.H. Remix)» — 2:53
5. «Slice (Psy'Aviah Remix)» — 3:17
6. «Alakor (Leaether Strip Version)» — 6:03
7. «I Love My Chains (Angels on Acid Remix)» — 3:55
8. «Idols (Neverdice Remix)» — 3:23
9. «I Love My Chains (SiSeN & Takuya Angel Remix)» — 6:02

## Участники записи
- Bonnie — вокал, гитара
- N° 7 — вокал, синтезатор, семплы